# Fallen (альбом For My Pain…)
Fallen — единственный полноформатный музыкальный альбом финской готик-метал-супергруппы For My Pain… Выпущен 31 марта 2003 года на лейбле Spinefarm Records.

## Список композиций
| №   | Название                                       | Текст песни                            | Музыка          | Длительность |
| --- | ---------------------------------------------- | -------------------------------------- | --------------- | ------------ |
| 1.  | «My Wound Is Deeper Than Yours»                | Юха Кюльмянен, Оли-Пекка Тёррё         | Оли-Пекка Тёррё | 3:45         |
| 2.  | «Dancer in the Dark»                           | Юха Кюльмянен                          | Ярмо Кюльмянен  | 3:46         |
| 3.  | «Queen Misery»                                 | Юха Кюльмянен                          | Тёррё           | 5:25         |
| 4.  | «Sea of Emotions»                              | Юха Кюльмянен                          | Ярмо Кюльмянен  | 3:57         |
| 5.  | «Rapture of Lust»                              | Тёррё, Алтти Ветеляйнен, Юха Кюльманен | Юха Кюльмянен   | 3:56         |
| 6.  | «Broken Days»                                  | Тёррё, Юха Кюльмянен                   | Ярмо Кюльмянен  | 4:04         |
| 7.  | «Dear Carniwhore»                              | Юха Кюльмянен, Ветеляйнен              | Тёррё           | 3:56         |
| 8.  | «Bed of Dead Leaves»                           | Юха Кюльмянен                          | Тёррё           | 5:02         |
| 9.  | «Autumn Harmony»                               | Юха Кюльмянен                          | Юха Кюльмянен   | 4:48         |
| 10. | «Tomorrow Is a Closed Gate (Dead for So Long)» | Тёррё                                  | Тёррё           | 4:51         |

В переиздание 2009 года в качестве бонус-треков вошли три композиции с сингла «Killing Romance»
| №  | Название                        | Текст песни               | Музыка                  | Длительность |
| -- | ------------------------------- | ------------------------- | ----------------------- | ------------ |
| 1. | «Killing Romance»               | Кюльмянен                 | Кюльмянен, For My Pain… | 4:21         |
| 2. | «Joutsenlaulu (Yö Cover)»       | Юсси Пекка Хакулинен (Yö) | Юсси Пекка Хакулинен    | 5:40         |
| 3. | «Too Sad to Live (Bonus Track)» | Кюльмянен                 | Кюльмянен               | 5:06         |

## Участники записи
- Юха Кюльмянен (Reflexion) — вокал, композитор, автор текстов
- Лаури Туохимаа (Charon, Embraze) — гитара, композитор
- Оли-Пекка Тёррё (Eternal Tears of Sorrow) — гитара, композитор, автор текстов
- Алтти Ветеляйнен (Eternal Tears of Sorrow) — бас-гитара, автор текстов
- Ярмо Кюльмянен — бэк-вокал, композитор
- Туомас Холопайнен (Nightwish) — клавишные
- Петри Санкала (Eternal Tears of Sorrow) — ударные

### Приглашённые музыканты
- Теро Киннунен — клавишные на сингле «Killing Romance»
- Мириам Ренвог (Ram-Zet) — вокал в композициях «Dancer in the Dark» и «Too Sad To Live»

## Рецензии
- Metal Storm: [1]
- Imperiumi.net: [2]
- Soundi: [3]